# Uwajima
Uwajima (Japans: 宇和島市, Uwajima-shi) is een Japanse stad in de prefectuur Ehime. In 2014 telde de stad 79.079 inwoners.

## Geschiedenis
Op 1 augustus 2005 werd Uwajima benoemd tot stad (shi). Dit gebeurde na het samenvoegen van de gemeenten Mima (三間町), Tsushima (津島町) en Yoshida (吉田町).

## Partnersteden
- Honolulu, Verenigde Staten

Steden:
Imabari · Iyo · Matsuyama (Hoofdstad) · Niihama · Ozu · Saijo · Seiyo · Shikokuchuo · Toon · Uwajima · Yawatahama

Districten:
Iyo · Kamiukena · Kita · Kitauwa · Minamiuwa · Nishiuwa · Ochi
Gemeenten per district